# Češi ve Švédsku

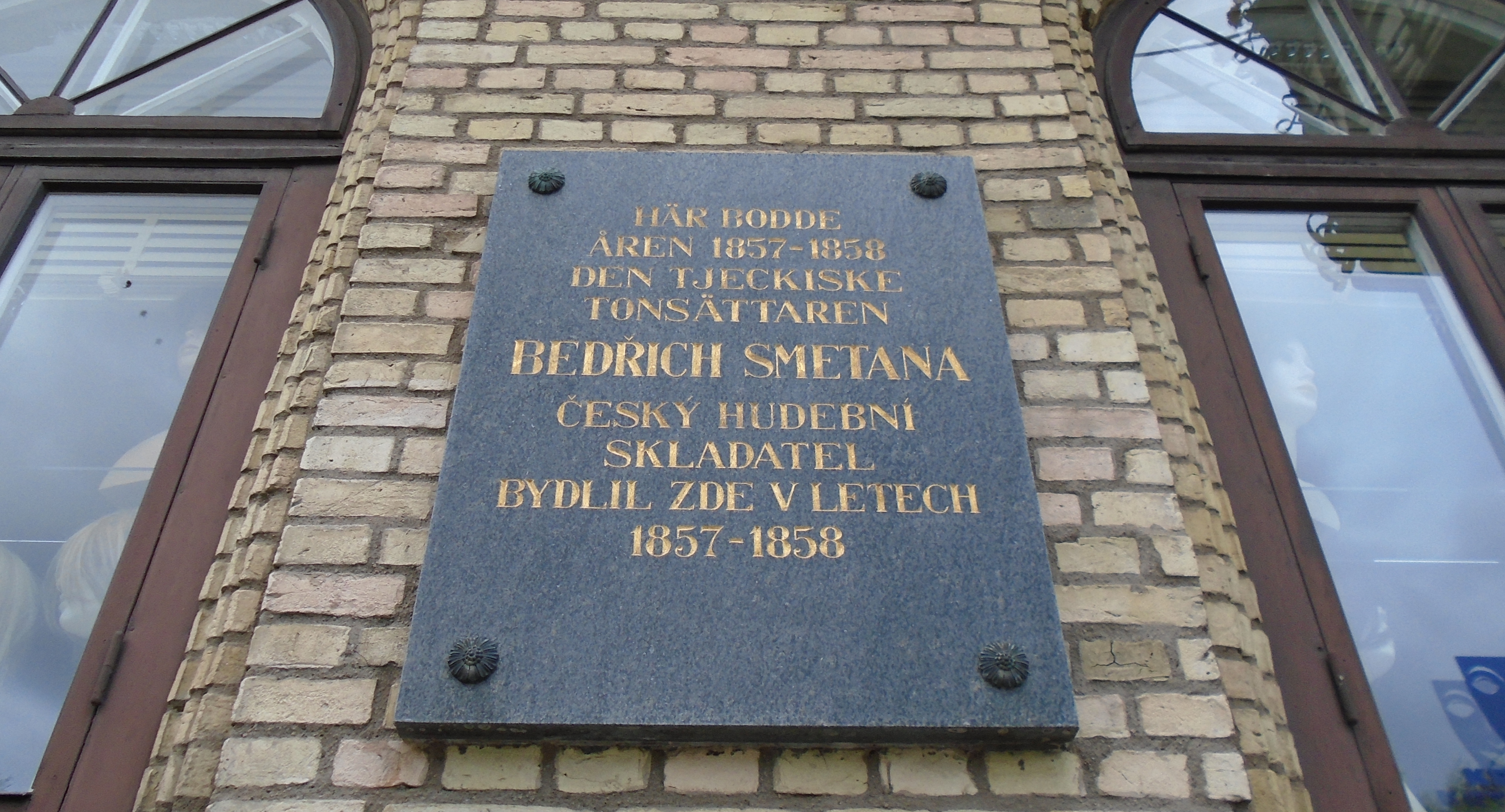
Pamětní deska Bedřicha Smetany na domě v Göteborgu, kde v rámci svého švédského pobytu v letech 1857 až 1858 žil

Ve Švédském království žilo podle švédského statistického úřadu v roce 2017 přibližně 2 100 Čechů, tj. osob narozených v Česku a rovněž nevelká část populace česko-švédského původu. Základ větší komunity pak vytvořili především političtí emigranti odcházející z tehdejšího komunistického Československa ve druhé polovině 20. století, po vzniku samostatné České republiky a zejména vstupu Česka do Evropské unie roku 2004 se počet zde žijících a pracujících Čechů začal zvyšovat.

## Dějiny

### 17. století
V 17. století se do protestantského Švédska uchýlilo několik českých pobělohorských emigrantů. Ve vojsku krále Gustava Adolfa bojovali mj. Jindřich Matyáš Thurn, František Bernard z Thurnu a další. Vysokého společenského postavení zde ve své době dosáhl učenec, humanista, pedagog a básník (v latině) Václav Clemens Žebrácký. Ten počátkem 30. let 17. století přesídlil z Nizozemí do Švédska, kde byl posléze královským kancléřem Axelem Oxenstiernou angažován jako vyslanec a diplomat švédského království v Anglii. Zde pak Žebrácký žil, nadále tvořil a roku 1636 zde také zemřel.

### 19. století
V letech 1856 až 1861 pobýval v Göteborgu jako dirigent a učitel hudby český hudební skladatel Bedřich Smetana.

### 20. století
Po vzniku Československa byly mezi oběma zeměmi navázány diplomatické vztahy a zřízeno československé velvyslanectví ve Stockholmu. Řada Čechů a Slováků přišla do země v rámci Mnichovské dohody v listopadu 1938, následně pak po německé okupaci Čech, Moravy a Slezska v březnu a začátkem druhé světové války v září 1939 (Švédsko si během války zachovalo neutralitu). Jejich počet zde dosahoval několika tisíc.
Další imigrační vlny dorazily do země po komunistickém převratu v únoru 1948 a nastolení komunistického režimu v ČSR, a především pak po událostech Pražského jara a vpádu vojsk Varšavské smlouvy do Československa v roce 1968. K dalšímu nárůstu, tentokrát již v podobě čistě ekonomické migrace, začalo docházet po Sametové revoluci roku 1989.

### 21. století
Počet Čechů ve Švédsku pak dále navýšil vstup Česka do Evropské unie roku 2004 a s tím související snížení administrativních překážek k trvalejšímu pobytu. Oproti 569 zde evidovaným Čechům v roce 2004 zde bylo po deseti letech, roku 2014, zaznamenáno 1700 trvale žijících Čechů
Ve švédských klubových týmech působí také jisté množství českých sportovců, především pak hokejistů.

## Krajanské spolky
Čeští krajané jsou zde sdruženi v několika spolcích, z nichž nejstarším je Česko-švédsko-slovenská společnost, fungující již od 40. let 20. století. Všechny spolky jsou pak sdruženy ve Svazu českých a slovenských spolků ve Švédsku. V Göteborgu, druhém největším švédském městě, existuje zdejší jednota tělovýchovného spolku Sokol.

## Známí Češi ve Švédsku
- Václav Clemens Žebrácký (1589–1636) – učenec, humanista, spisovatel a básník, v závěru života žil ve Švédsku a působil ve švédských diplomatických službách
- Alfréd Radok (1914–1976) – režisér a zakladatel Laterny magiky, emigroval po roce 1968 a usadil se v Göteborgu
- Otakar Poupa (1916–1999) – lékař, vědec – patofyziolog, vysokoškolský pedagog, spisovatel a malíř
- David Radok (* 1954) – operní režisér, syn Alfréda Radoka, dlouhodobě žije a působí v Göteborgu
- Rudy Linka (* 1960) – jazzový kytarista, emigroval do Švédska v 80. letech 20. století, posléze se usadil v New Yorku
- Andreas Palicka (* 1986) – házenkář česko-švédského původu